# Paul von Merkel
Paul Gustav Merkel, seit 1918 Ritter von Merkel, (* 30. März 1864 in Nürnberg; † 16. April 1949 in Bad Berneck im Fichtelgebirge) war ein deutscher Finanzbeamter. Als bayerischer Staatsrat sowie Ministerialdirektor im bayerischen Finanzministerium leitete er dieses zeitweise im März 1919.

## Leben
Merkel studierte von 1882 bis 1887 zuerst Theologie und dann Rechtswissenschaft und schlug anschließend die Beamtenlaufbahn ein. Als Regierungsrat trat er im Dezember 1904 in das Staatsministerium der Finanzen ein und wurde im August 1917 zum Staatsrat und Ministerialdirektor ernannt. Für sein Wirken wurde er durch König Ludwig III. mit dem Ritterkreuz des Verdienstordens der Bayerischen Krone beliehen. Damit verbunden war die Erhebung in den persönlichen Adelstand und er durfte sich nach der Eintragung in die Adelsmatrikel am 21. August 1918 „Ritter von Merkel“ nennen.
Vom 17. bis zum 24. März 1919 übernahm Merkel vertretend die Leitung des Staatsministeriums der Finanzen. Zuletzt war er von November 1919 bis Juni 1929 Präsident des Landesfinanzamts Nürnberg.
Ein Onkel 2. Grades war der Mediziner Friedrich Merkel (1845–1919).